# 咸台永
咸台永（韩语：／ Ham Tae-yeong，1872年10月22日—1964年10月24日），號松岩，字子卿。韓國獨立運動和政治人物，基督敎長老教會牧師。大韓民國第2任審計院長與第3任副總統。

## 生平
他在大韓帝國的近代法官學校修了后歷任京畿道裁判所判事、漢城府裁判所判事、高等裁判所判事、平理院檢事、法部法律基礎委員、大法院判事。
1910年日韓併合后官職辭退及牧師按手后在30年間基督敎宣敎活動。1919年3月1日他是三一運動的加擔后在投獄及懲役三年刑。
1945年日本敗戰后投身政界，1949年出任大韓民國審計院院長，1951年韓神大學校長，1952年5月參選並當選第3任韓國副總統。1956年5月爭取連任失敗，1962年獲韓國建國勳章國民章的受勳。他结婚三次和但都离婚收场。

## 外部連結
- 咸台永 
- 咸台永[永久] 
- 咸台永[永久] 

| 前任： 金性洙 | 韓國副總統 第3任:1952年-1956年上任   | 繼任： 張勉   |
| 前任： 明濟世 | 韓國審計院長 第2任:1949年-1952年上任 | 繼任： 盧鎭卨 |